# Tribu Iowa de Kansas i Nebraska
La tribu Iowa de Kansas i Nebraska és una tribu reconeguda federalment del poble iowa. L'altra tribu reconeguda és la Tribu Iowa d'Oklahoma.

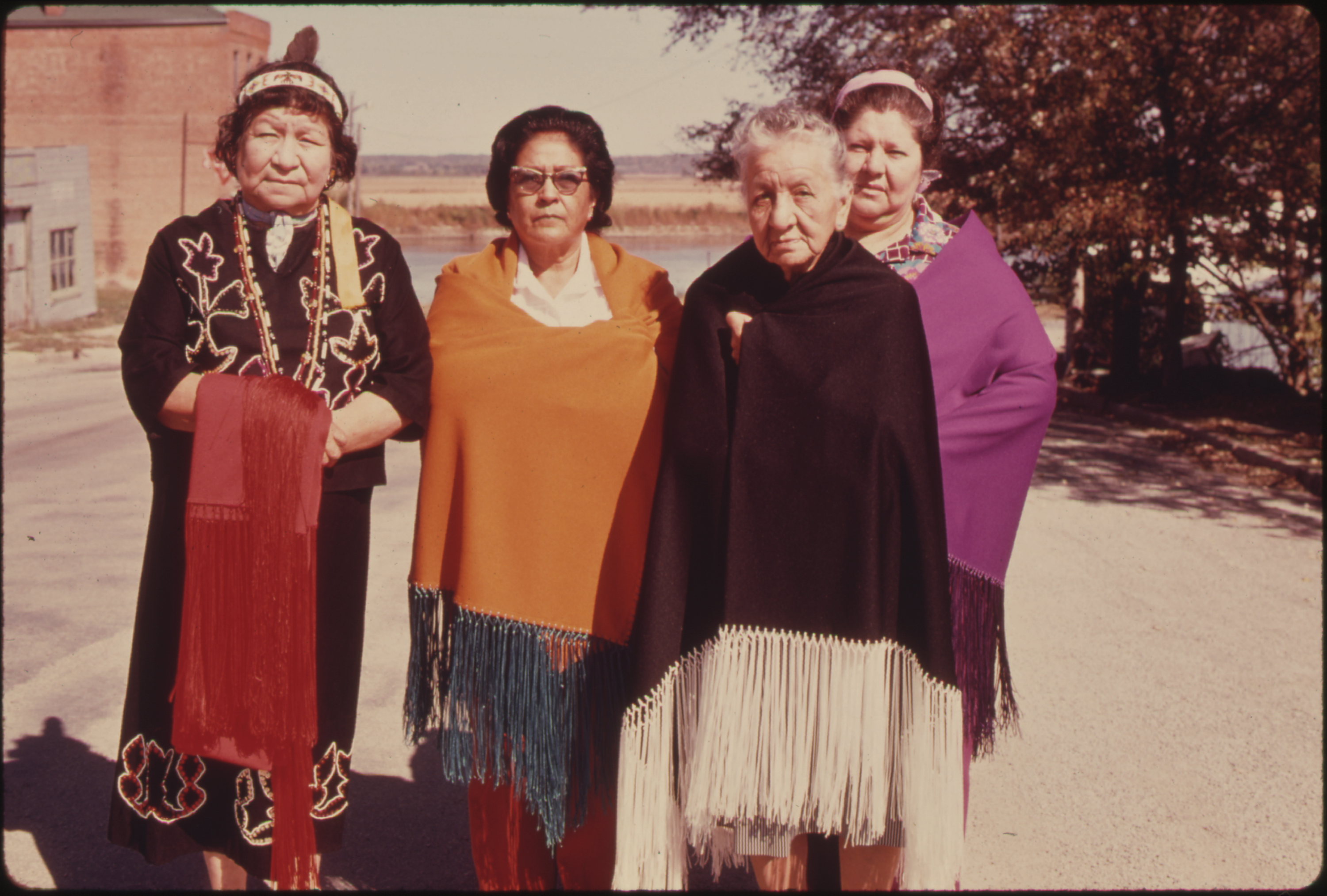
Quatre dones de la tribu iowa amb vestits tradicionals

La tribu celebra un rodeo indi anyal i un powwow cada setembre.

## Reserva
La reserva índia Iowa es troba al comtat de Richardson al sud-est de Nebraska i als comtats de Brown i Doniphan al nord-est de Kansas. S'estén per 1.500 hectàrees de terres com en un tauler d'escacs, alternant entre la propietat tribal i la no indígena.

## Govern
La tribu Iowa de Kansas i Nebraska té la seu a White Cloud (Kansas). La tribu és governada per un consell tribal de cinc membres. L'actual cap de la tribu és Robbie Craig.

## Desenvolupament econòmic
La tribu posseeix i opera una granja de productes lactis, una estació de combustible, una operadora de processament de grans, el Casino White Cloud, i el Mahuska Restaurant, situat a White Cloud, Kansas.

## Història
El iowa vivien originalment prop dels Grans Llacs d'Amèrica del Nord. Al segle xvii vivien al nord d'Iowa i al sud de Minnesota. Durant els anys 1820 i 1830, la tribu va signar nombrosos tractats amb el govern federal dels Estats Units i van ser assignats a una reserva prop del riu Great Nemaha prop de la frontera de Kansas i Nebraska en 1836.
En la dècada de 1870, la tribu es va dividir en dos grups, i els ioway del sud es van traslladar a Territori Indi, mentre que l'Ioway del Nord van romandre a Kansas i Nebraska. Van ratificar la seva constitució i estatuts el 26 de febrer de 1937.